# Palau Barroc d'Oradea

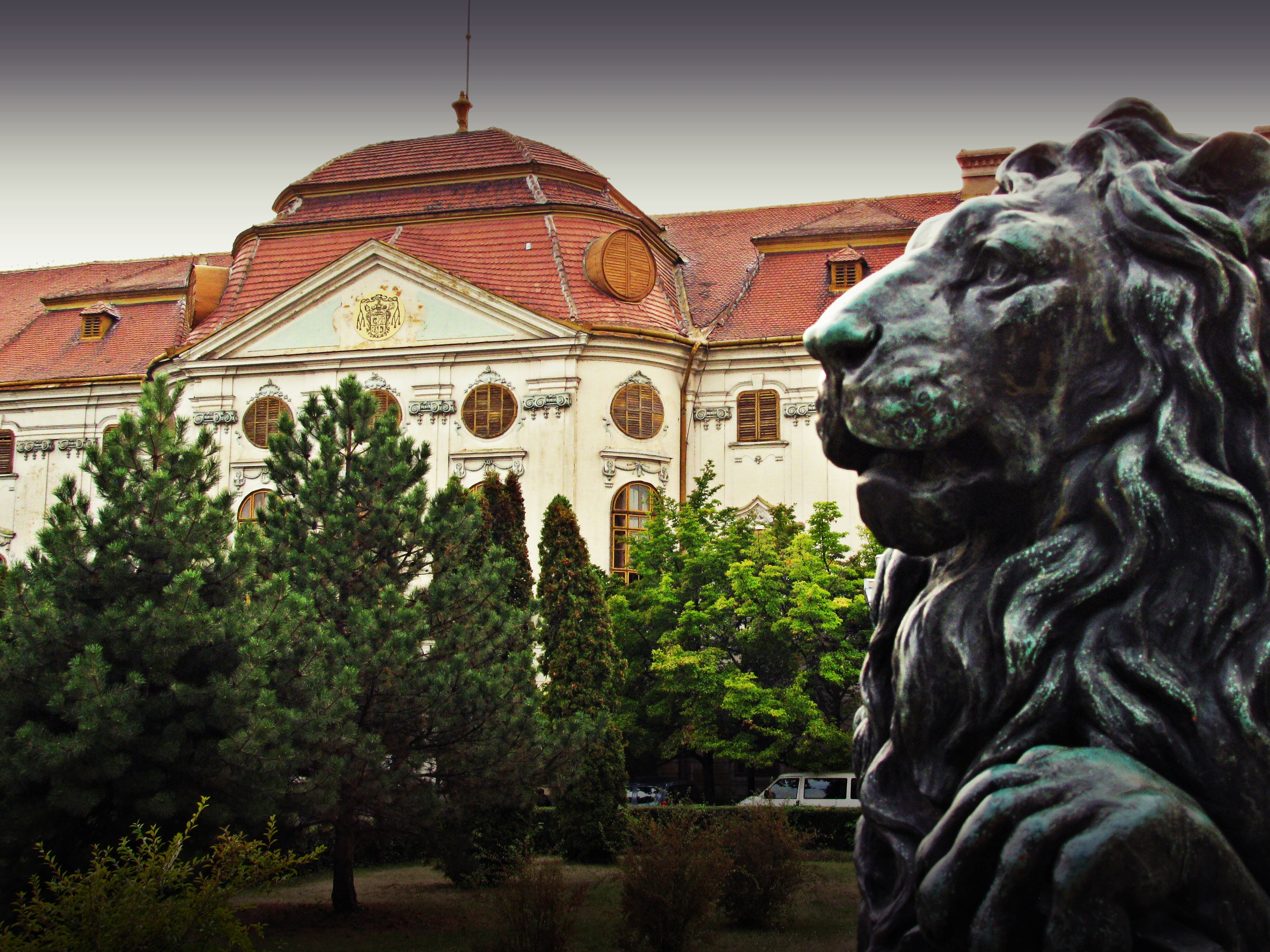
El palau barroc d'Oradea

El Palau Barroc d'Oradea (en romanès: Palatul Baroc din Oradea), també conegut com el Palau Episcopal Catòlic d'Oradea (en romanès: Palatul Episcopiei Romano-Catolice din Oradea), de la ciutat d'Oradea, al comtat de Bihor, Romania, és un edifici que data de l'època barroca.

## Història
Va ser fundada el 1762 pel bisbe baró Adam Patačić, com a palau episcopal de la diòcesi catòlica romana de Magnovaradimum. L'il·lustre arquitecte vienès Franz Anton Hillebrandt, dissenyador de molts palaus austríacs i un dels millors del segle xviii d'Europa, va dissenyar el palau i va projectar el costat elegant de la ciutat com a barri barroc, mentre que l'enginyer AJ Neumann s'encarregava de la construcció massiva del palau, amb les seves 365 finestres exteriors una per cada dia de l'any i 120 habitacions grans i extravagants distribuïdes en tres plantes.
L'arquitectura del palau és d'estil barroc austríac tardà, un tipus més sobri i pràctic en comparació amb el barroc francès excessivament ornamentat, per exemple. L'edifici havia de semblar en menor escala el famós Belvedere Reial (palau) de Viena, que probablement va ser un dels motius juntament amb altres conflictes religiosos que van fer que l'emperadriu Maria Teresa d'Àustria repudiés el fundador, Adam Patachich, un noble croat i el bisbe d'Oradea entre 1759 i 1776; després va ser enviat a una altra diòcesi, a Kalocsa, Hongria.

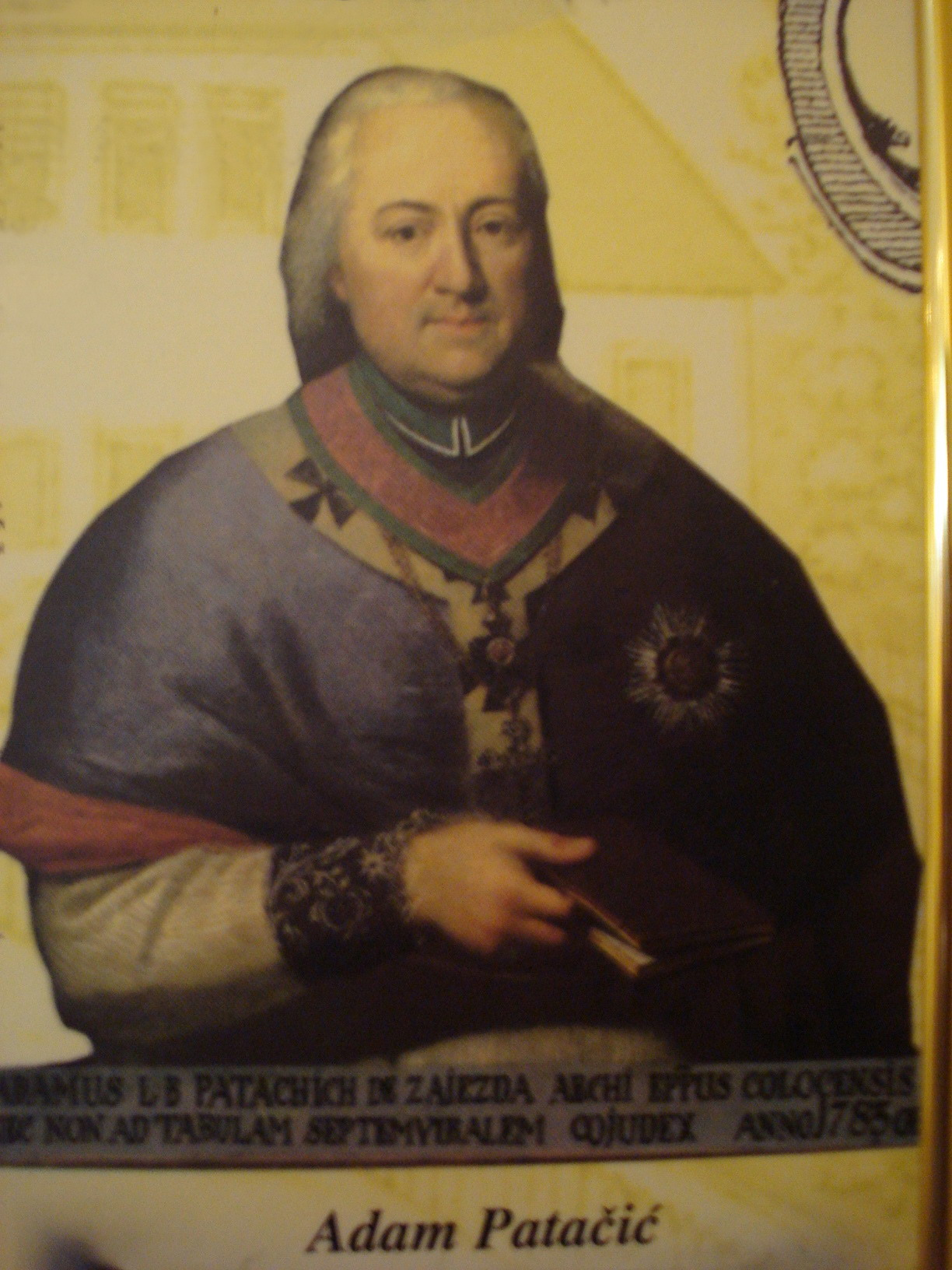
Adam Patachich (en croata: Patačić), el fundador del palau

Tot i això, el baró era un humanista carismàtic, altament educat i un il·luminat mecenes de les arts, que és recordat sobretot per la bona música i els músics amb què es va envoltar: aquí va treballar Michael Haydn, famós compositor i germà de Joseph Haydn, com a Kapellmeister. El bisbe també va donar feina a la cort a d'altres famosos compositors i violinistes europeus com Wenzel Pichl i Carl Ditters von Dittersdorf, que van exercir entre 1765-1769 com a Musikdirektors.
Finalment, el 1771, l'emperadriu sagrada romana (jure uxori), Maria Teresa d'Àustria, juntament amb el seu fill, el futur Josep II, emperador del Sacre Imperi Romanogermànic, van arribar aquí per visitar i fer les paus amb un lloc el projecte del qual no li agradava inicialment. El 1773 el palau malauradament es va cremar completament en un misteriós foc, però va ser reconstruït immediatament pel següent bisbe nomenat, després dels seus plans originals.
L'any 1855, es va afegir un nou costat i entrada amb gràcia en to i respecte a l'edifici inicial, amb grans escales dobles. Més tard, després que Romania guanyés la possessió de Transsilvània, va romandre sota el patrocini de l'església, però durant el règim socialista va ser confiscada com a propietat de l'Estat.
El 17 de gener de 1971, el Palau Barroc es va convertir en un museu del comtat que acollia nombroses i grans col·leccions arqueològiques, històriques, d'història natural, etnogràfiques i d'art sota el nom de "Muzeul Țării Crişurilor" ("Museu de la Terra dels Tres Rius"). El museu té aproximadament 400.000 peces dividides en quatre col·leccions principals: Història i Arqueologia, Etnografia, Art i Història Natural. Famós per la seva col·lecció mundial de neolític i edat del bronze, el museu també compta amb tresors de l'Antic Egipte i Grècia. La secció d'etnografia té probablement les millors exposicions populars de Transsilvània occidental a qualsevol lloc, inclosa una gran selecció de vestits tradicionals, electrodomèstics camperols, terrissa i ous de Pasqua pintats.
Els aspectes més destacats de la secció d'Història Natural són els animals prehistòrics, inclosos els ossos de les coves, els ants gegants, els diferents tipus de mamuts o els dinosaures (com ara els Iguanodons, el Valdosaurus o el Camptosaurus). El pati interior està esquitxat per una llarga fila de busts de monarques romanesos afegits durant els anys del museu.
El pati davanter és un parc artístic amb grans estàtues antigues de bronze i marbre de personatges històrics i també alberga una famosa església parroquial barroca erigida el 1752 fins i tot abans del palau, obra de l'arquitecte italià Giovanni Battista Ricca modelat segons l'església mare dels jesuïtes, Església del Gesù a Roma. La basílica conté les relíquies del rei Sant Ladislau, nascut l'any 1040, amb una fèrula del seu crani en una caixa d'or. El 1992, el papa Joan Pau II, mitjançant el decret de la Santa Seu, va elevar l'església a un rang de basílica santa.
El 2003, igual que molts altres edificis, el Palau Barroc d'Oradea va ser restaurat a la diòcesi catòlica romana d'Oradea Mare pel Govern de Romania, però l'edifici continua sent utilitzat com a museu fins que no es portin a terme noves negociacions.